# 関口蒼
関口蒼（せきぐち あお、1999年1月21日 - ）は、日本の女優、振付師、ヨガ講師。
ダンス&ボーカルグループTEMPURA KIDZ元メンバー。
ダンス&ボーカルグループJewelの前身であるJ☆Dee’Zがキッズダンサーグループとして活動していた頃に参加していたこともある。

## 来歴
子供の頃、ビヨンセのPVやライブDVDを観てあこがれてダンスを始めた。以後AO名義でキッズダンサー/モデルとして活動。

avex dance master & エーベックスアーティストアカデミー元生徒。  小３でBJリーグ埼玉ブロンコスのオフィシャルダンスチーム「ポニーズグリーン」メンバーとなる。  avexプロワークスにてalan「合唱 [懐かしい未来 〜longing future〜]」で初めてのMVに出演。同作で飯豊まりえと共演している。フレッシュプリキュア「踊ろうダンシングポッド」CM出演。

2008年SMAP super modern artistic performanceツアー東京ドーム５Days「世界に一つだけの花」バックダンサーとして出演。 キッズ80名の中から総合演出のTRFのSAMからセンター5名に選ばれ、SMAPメンバーの間で踊った。ステージから降りるとき木村拓哉に抱っこされたシーンはDVDに残っている。

小５で東京★キッズのマイキー（東京ゲゲゲイ）MAIKOに師事し、さまざまなナンバーやイベントに出演する。2010年MISIA「SATOYAMA BASKET」ZEPP東京オープニングアクトバックダンサー、2011年MISIA SOULQEST神奈川県民ホール「明日へ」バックダンサー出演。笑っていいとも！に東京★ベイビーとして出演、オープニングを飾る。

2010年当時リットーミュージックから発行されていたキッズダンサー/モデル向け雑誌「DANCE STYLE KIDS」が主催するオーディションに合格し専属モデルとなる。さらに開催されたオーディションにて、キッズブランド「JENNI」オフシャルダンスグループJ☆Dee’Zに加入。それに伴いJENNIのカタログモデルに抜擢される。

MAIKOクラスで一緒だったYU-KA とユニットTWISTTARを組み、MARIE（東京ゲゲゲイ）振付にてコンテストで多数入賞を果たす。

MAIKOがきゃりーぱみゅぱみゅの振付を担当したのに伴いきゃりーぱみゅぱみゅのバックダンサー「きゃりーキッズ」として2011年からライブやフェスに出演した。きゃりーキッズで出演した「ベジタリズム」が注目を集め、ZIPに出演。

2012年11月からTEMPURA KIDZのメンバーとして活動。2013年1月J☆Dee'Zを脱退。
2018年に活動開始したアイドルユニットEVERYDAYSの振り付けを担当。
2018年公開のネット限定学園ムービー「フレフレ！」EP03、2020年公開の野本梢監督による短編映画「アルム」に出演、俳優としての活動も開始。2021年1月ドラマ「３Bの恋人」主題歌踊ってみた振付。
2021年3月28日、同日開催のワンマン公演をもってTEMPURA KIDZを卒業。

## 人物
TEMPURA KIDZメンバーによれば「冷静で落ち着いているタイプ」。
全米ヨガアライアンス認定 RYT200に基づくヨガ講師の資格を持っている。
趣味はピアノ、ギター。好きな食べ物は納豆。
父親がB'zの大ファンであったため、1998年に発売された「さまよえる蒼い弾丸」から「蒼」と名付けられた。

## 出演作品

### 映画
- アルム (2020年、監督: 野本梢)[6]
- 早稲田大学映像実習作品『冷めるのを、待っている』 (2021年1月、監督: 佐藤杏子、監修: 是枝裕和)[9][10]
- 光る鯨（2023年、監督：森田博之） - 主演・志村イト 役[11]
- 台風なんだって、明日（2026年公開予定、監督：入江祐斗）[12]

### 舞台
- 三浦大輔WS試演会『役者の証』 (2020年8月、浅草九劇(無観客))[13]
- もあダむvol.2『MEME』（2024年6月- 7月、シアター711）[14]
- 無限のネコ定理 第4回公演『白鯨』（2024年11月 - 12月、アトリエ第Q藝術 1Fホール）[15]
- かわいいコンビニ店員飯田さん『僕をみつけて』（2025年2月、OFF・OFFシアター） - 里奈 役[16]

### MV
- alan「合唱 [懐かしい未来 〜longing future〜]」
- girl next door「ready to be lady」
- ベジタリズム

### ライブ
- 2008年 SMAP super modern artistic performanceツアー東京ドーム５Days「世界に一つだけの花」バックダンサー
- 2010年 MISIA「SATOYAMA BASKET」ZEPP東京オープニングアクトバックダンサー
- 2011年 MISIA SOULQEST神奈川県民ホール「明日へ」バックダンサー
- 2011年〜2012年 きゃりーぱみゅぱみゅバックダンサー (2017年10月28日, 29日にもゲスト出演)
- 2012年〜2021年 TEMPURA KIDZ（自身のグループ）

### CM
- 2009年フレッシュプリキュア「踊ろうダンシングポッド」

### その他
- P336 T-UP「EM」ミュージックビデオ
- ネット限定学園ムービー「フレフレ！」EP03[5]